# Lago Ülemiste
El lago Ülemiste (en estonio Ülemiste järv) es el lago más grande de Tallin, la capital de Estonia. El lago está abastecido principalmente por el río Pirita (mediante el canal de Vaskjala-Ülemiste) y por el Kurna.
El aeropuerto de Tallin está situado en la orilla oriental, numerosos aviones sobrevuelan el lago por lo que el aeropuerto se encuentra equipado para poder recuperar en un corto espacio de tiempo cualquier avión que eventualmente pueda caer a sus aguas, tal como exige la OACI. 
Ülemiste cuenta con una estación de la línea de ferrocarril estonio Elektriraudtee.
La Compañía de Agua de Tallin, AS Tallinna Vesi, tiene una planta de tratamiento en la orilla norte del lago que abastece el 90% del agua que necesita la ciudad. El 10% restante proviene de pozos de agua subterránea que no son utilizados si no es totalmente necesario pues se mantienen como reserva en caso de que el lago se contaminara.

## Mitología
Del centro de la superficie lacustre surge una piedra llamada Lindakivi (que significa en estonio “la piedra de Linda”). En la mitología estonia se cree que era una de las grandes piedras transportadas por Linda para erigir la tumba de su marido Kalev en Toompea, sentándose en ella para llorar, sus lágrimas generaron el lago.
Otra leyenda de la mitología fino-ugria que está ligada al lago Ülemiste, narra la historia de un anciano “el anciano de Ülemiste” (en estonio: Ülemiste Vanake), que habitaba en el lago. De cuando en cuando salía y se encaminaba hacia las puertas de Tallin preguntando ineludiblemente a los defensores de las murallas si la construcción de la ciudad había terminado, si la respuesta hubiera sido afirmativa entonces el anciano hubiese liberado las aguas del lago y hubiese inundado la ciudad (las aguas del lago se encuentran a mayor altura que la ciudad de Tallin). Por eso si alguien se encuentra a un hombre de edad avanzada y le fórmula esa pregunta ha de responder siempre ´´no, queda aún mucho por hacer´´.

## Galería

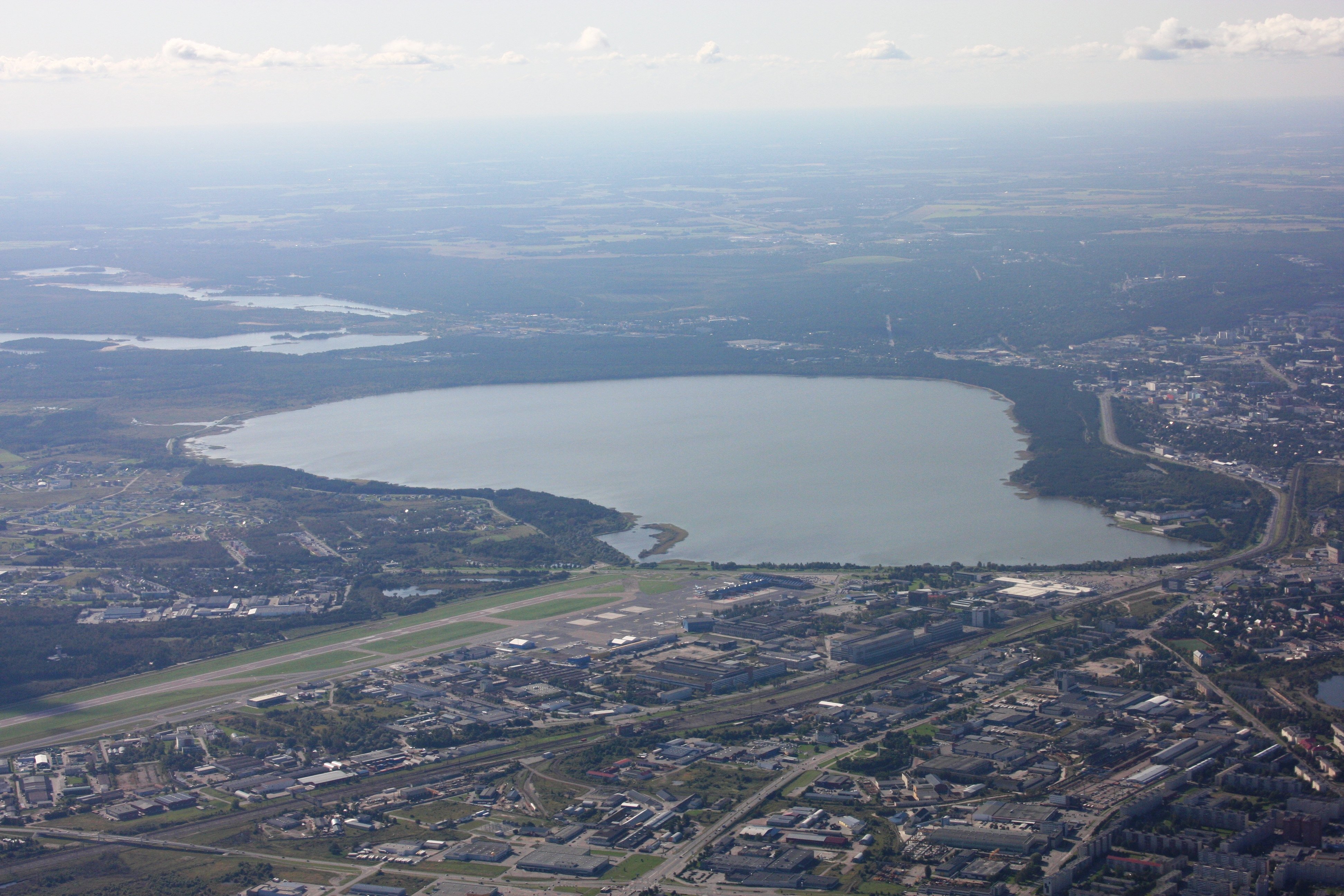
Ülemiste al sur de Tallinn
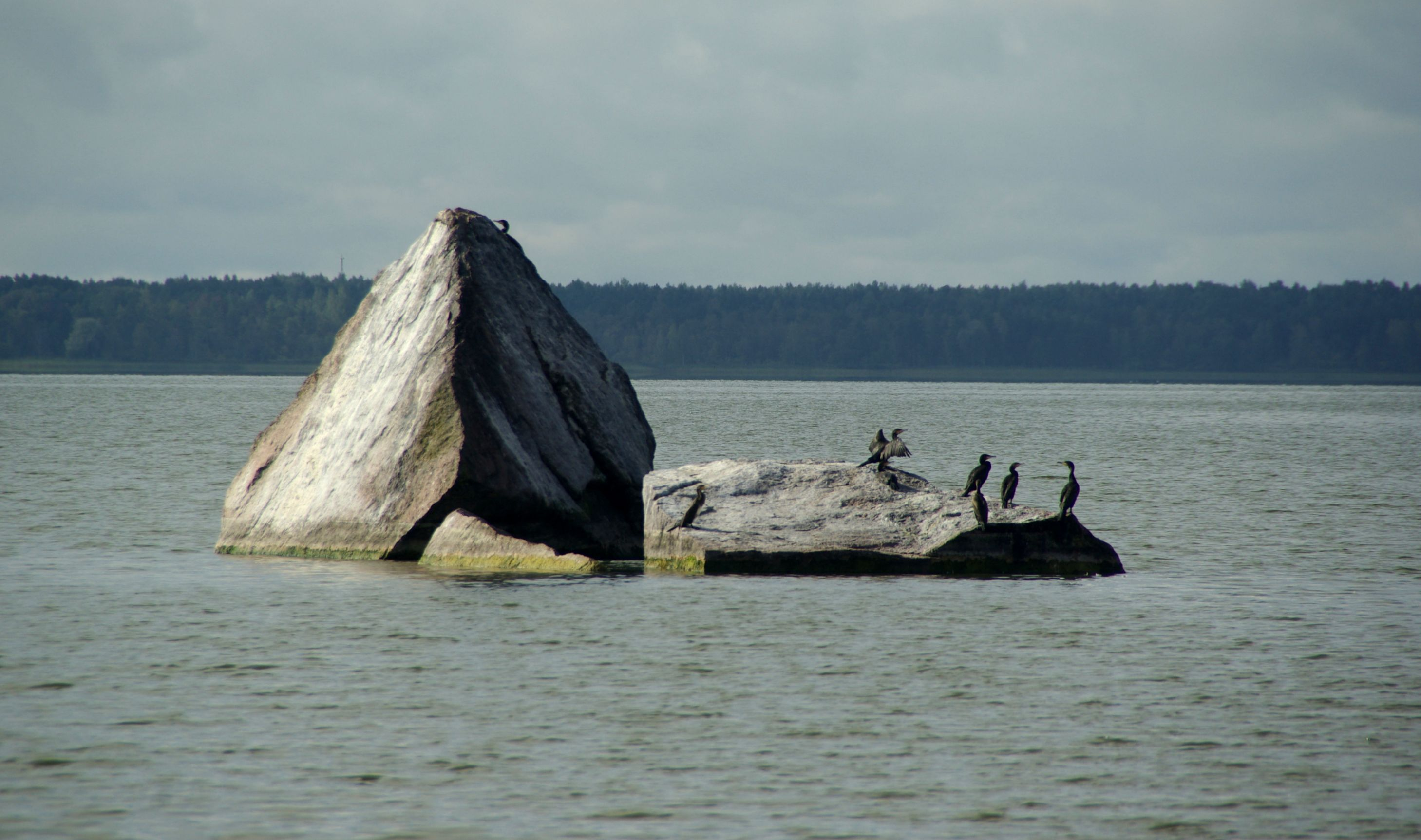
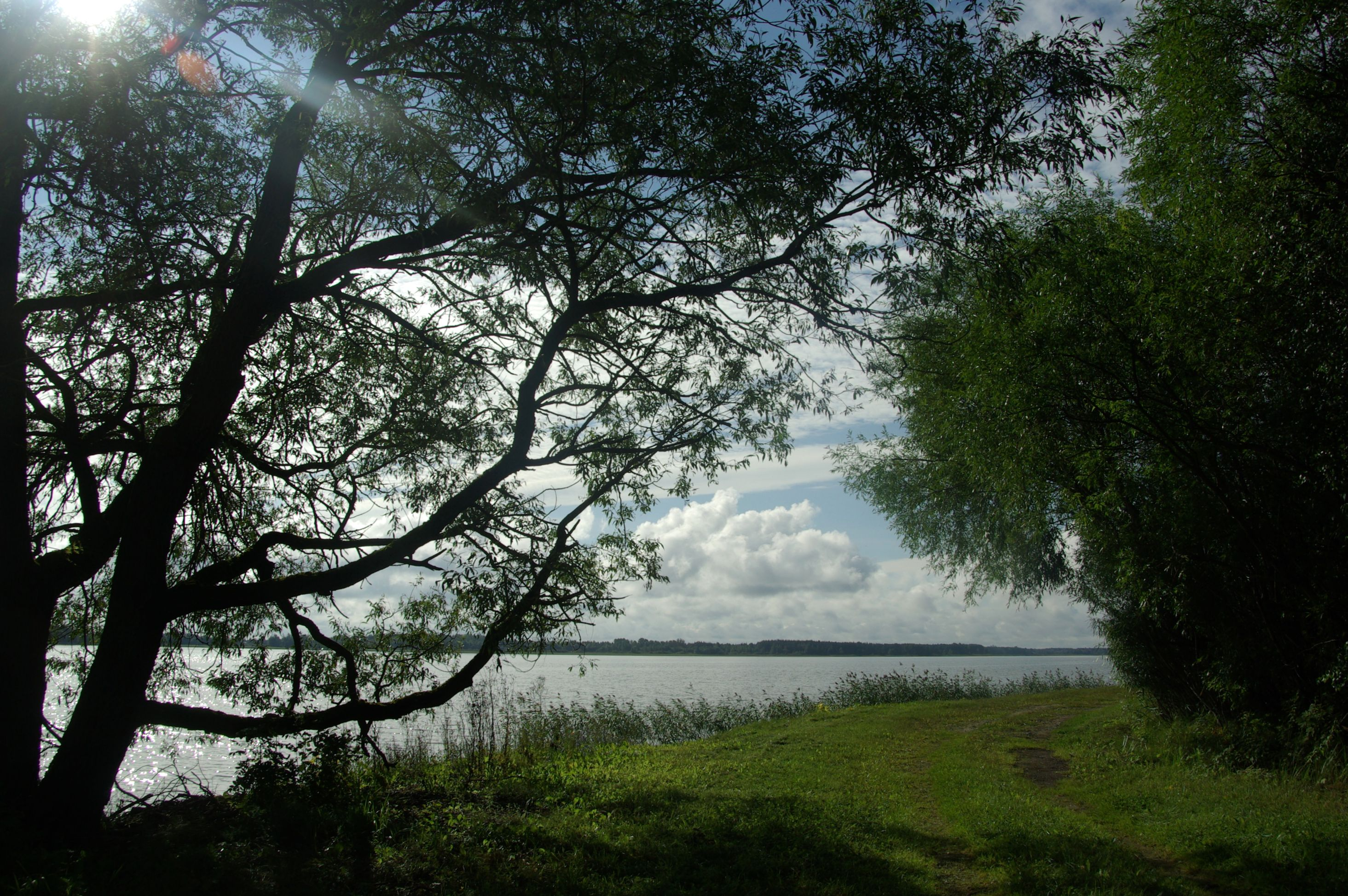
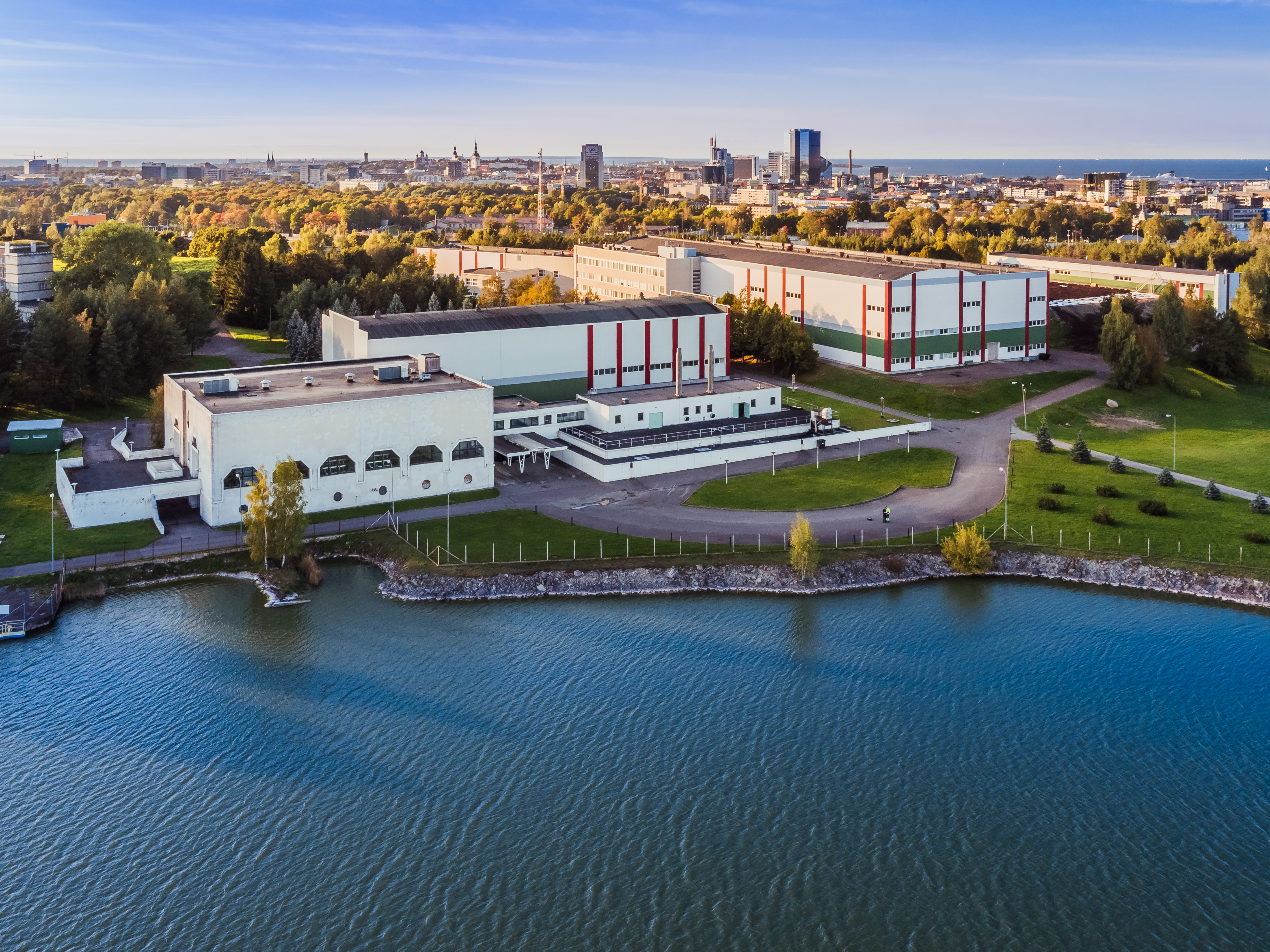